# Huragan Frances
Huragan Frances – szósty nazwany sztorm tropikalny i czwarty huragan, oraz trzeci główny huragan w sezonie huraganowym na Atlantyku w 2004 roku. Maksymalny wiatr wyniósł 145 mph (230 km/h) i był w kategorii 4 skali Saffira-Simpsona.

## Badania naukowe
W czasie trwania sztormu prowadzony był program badawczy CBLAST, podczas którego przeprowadzono unikalną serię pomiarów oceanograficznych. Do pomiarów wykorzystano m.in. sondy dryfujące (tzw. dryftery) oraz sondy profilujace. W czasie eksperymentu 22 dryftery mierzyły temperaturę i prądy oceaniczne na powierzchni oceanu. Instrumenty zostały umieszczone w oceanie 31 sierpnia, 2004 z samolotu C-130, dodatkowe 7 dryfterów umieszczono w lipcu 2004.
Poza sondami dryfującymi użyto także sond profilujących.